# Зубки (Велізький район)
Зубки (рос. Зубки) — присілок Велізького району Смоленської області Росії. Входить до складу Заозерського сільського поселення.
Населення — 10 осіб (2007 рік). 